# Titularbistum Bargala

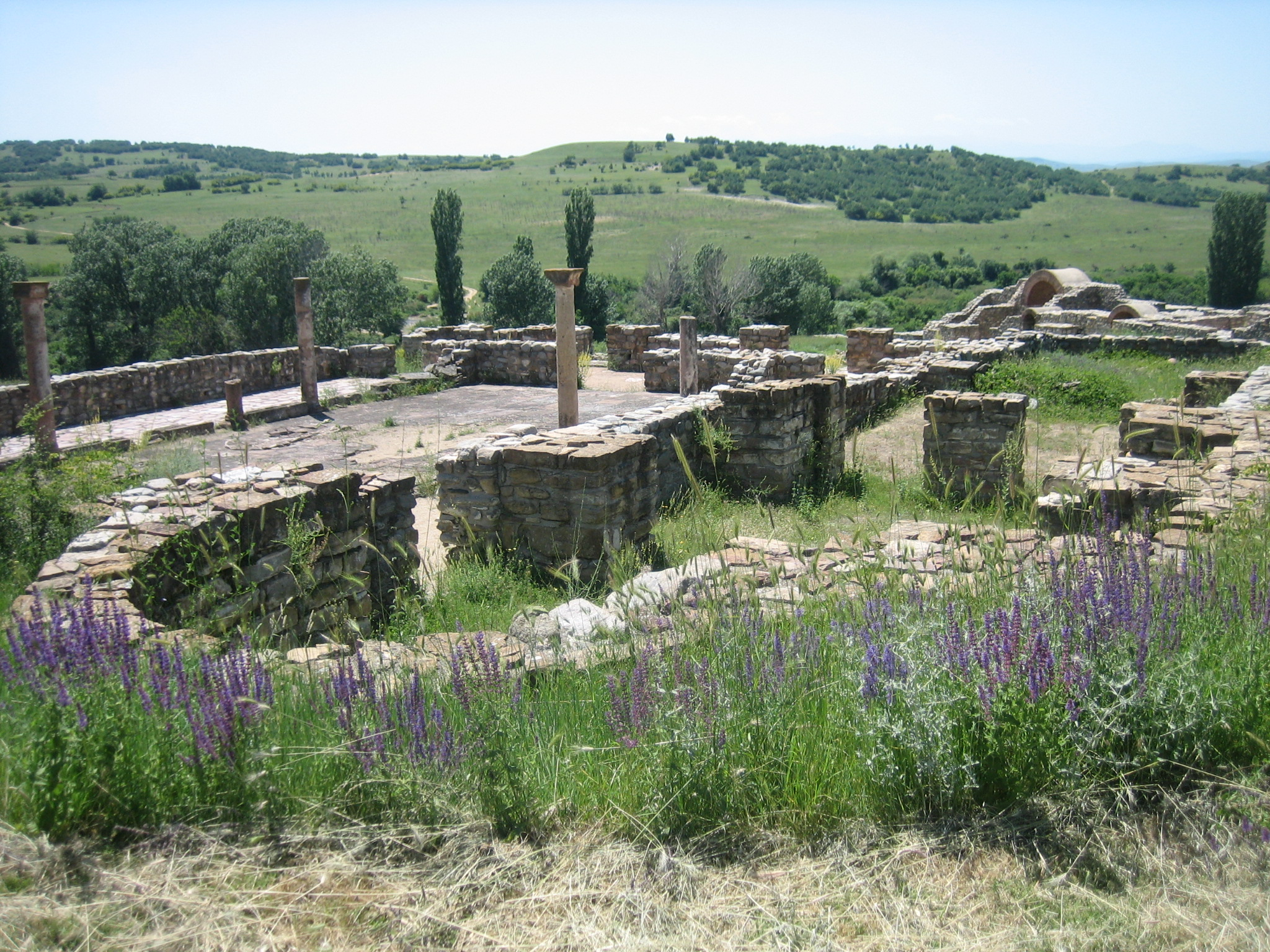
Ruinen von Bargala

Bargala ist ein Titularbistum der römisch-katholischen Kirche.
Es geht zurück auf einen früheren Bischofssitz in der gleichnamigen antiken Stadt, die sich in der römischen Provinz Macedonia bzw. Thessalia im heutigen Mazedonien befand. Er gehörte der Kirchenprovinz Thessalonica an.
| Titularbischöfe von Bargala |                                   |                                                                                            |                |               |
| Nr.                         | Name                              | Amt                                                                                        | von            | bis           |
| 1                           | Ivan Jožef Tomažič                | Weihbischof in Lavant (Königreich der Serben, Kroaten und Slowenen/Königreich Jugoslawien) | 8. Juni 1928   | 27. Juni 1933 |
| 2                           | Gorgon Gregory Brandsma MHM       | Apostolischer Vikar von Kisumu (Kenia)                                                     | 11. Juli 1933  | 20. Juni 1935 |
| 3                           | Giuseppe Augusto da Rocha Noronha | Weihbischof in Guarda (Portugal)                                                           | 17. April 1936 | 7. Juli 1938  |
| 4                           | Joseph-Jean-Yves Marcadé          | emeritierter Bischof von Laval (Frankreich)                                                | 10. Juli 1938  | 7. Mai 1959   |